# Fyraårsplanen
Fyraårsplanen var ett nationalsocialistiskt program för upprustning och tjänade som förberedelse för andra världskriget. Riktlinjerna hade dragits upp av Hermann Göring tillsammans med bland annat ledande befattningshavare inom IG Farben.
Planen gick ut på att Tyskland och tyska industrin skulle vara rustade för krig (kriegsfähig) efter fyra år. Större industriföretag i Tyskland var med och lämnade bidrag varje år. I fyraårsplanen spelade IG Farbens ledning huvudrollen. Många från dess ledning blev också medlemmar i det nationalsocialistiska partiet.
Utåt presenterade Göring planen som en väg för att säkerställa försörjningen av det tyska folket. Fyraårsplanen utgjorde en del av den planerade utvidgningen för att ge Lebensraum för det tyska folket. Göring blev huvudansvarig för genomförandet. Han fick härigenom ytterligare makt. Särskilt effektiv var han inte. När Albert Speer mitt under brinnande krig 1942 blev ansvarig hade han inom ett år fördubblat produktionen.
Många av de ansvariga dömdes efter kriget i IG Farben-processen.

## Fotnoter
1. ↑  Tyska Wikipedia: Vierjahresplan